# Jerzy Winnicki
Jerzy Winnicki OSBM (ur. 1660, zm. 22 września 1713) – duchowny greckokatolicki. Od 1700 do 1713 był biskupem przemyskim. Administrował archieparchią kijowską (1708–1710) i eparchią włodzimiersko-brzeską (1708–1711). Metropolita kijowski od 1710, archimandryta dermański w 1703 i 1713 roku.

## Życiorys
Brat Innocentego, prawosławnego, a następnie unickiego biskupa przemyskiego. Po jego śmierci wybrany następcą w eparchii przemyskiej, był nadal osobą świecką. 20 kwietnia 1700 wstąpił do zakonu bazylianów, przyjmując zakonne imię Jerzy. 6 maja tego roku zatwierdzony przez króla Augusta II a 14 sierpnia przez papieża. W 1707 administrował eparchią mukaczewską, a w 1708 – także eparchiami lwowską i włodzimiersko-brzeską. 28 sierpnia 1708 objął także administrację archieparchii kijowskiej po śmierci arcybiskupa Załęskiego. 7 maja 1710 papież Klemens XI zatwierdził jego wybór na metropolitę kijowskiego. Jego rządy przypadły na trudny okres dla Kościoła greckokatolickiego podczas III wojny północnej i działań cara Piotra I Wielkiego przeciwko postanowieniom unii brzeskiej. W 1712 arcybiskup przeznaczył znaczną sumę pieniędzy na budowę seminarium duchownego w Przemyślu.